# Orfeu (editora)
Discos Orfeu (ou, simplesmente Orfeu) foi uma prestigiada editora discográfica fundada em 1956 pelo empresário portuense Arnaldo Trindade. A empresa também era conhecida pelo nome do seu proprietário (nomeadamente Arnaldo Trindade & Companhia, Lda). Depois de um período conturbado a editora renasceu em 2010, sob a chancela da Movieplay, com o nome Art’Orfeu Media.

## História
Com o nome Orfeu começaram por ser editados discos de vários poetas a declamarem os seus poemas. A estreia aconteceu em 1956, com o vinil Torga por Torga do escritor Miguel Torga. Seguiram-se as edições de José Régio, Eugénio de Andrade, Sophia de Mello Breyner, Jaime Cortesão, Aquilino Ribeiro e Ferreira de Castro. A colecção de poesia, declamada pelos seus autores, obteve grande sucesso na época. As capas dos discos eram da autoria do artista Moreira de Azevedo. Instalado na rua de Santa Catarina, em frente ao Café Majestic, a Discos Orfeu tornou-se num ponto incontornável da cidade. O estabelecimento concentrava o ramo dos eletrodomésticos com a venda de discos, e que rapidamente avançou para as produções musicais.
Os critérios e métodos pioneiros de Arnaldo Trindade para a produção fonográfica, constituíram um dos fatores essenciais para o sucesso da editora. A motivação do proprietário e o desprendimento comercial em relação à atividade de gravação aliado ao gosto pessoal, proporcionaram na Discos Orfeu um ponto de partida divergente do restante panorama editorial português, em particular as grandes empresas como a Rádio Triunfo e Valentim de Carvalho que, para além de possuírem fábrica de laboração de discos, estipulavam a seleção de repertório e artistas com base em critérios de indicadores de sucesso na produção fonográfica. Foi na Orfeu que José Afonso gravou o melhor da sua obra, Adriano Correia de Oliveira lançou todos os seus discos e Vitorino fez a sua estreia. Os clássicos discos Pano Cru e Campolide de Sérgio Godinho, ou Blackground dos Duo Ouro Negro são outros nomes sonantes lançados pela editora, a que se juntam António Portugal, Fausto e Luís Cília. A editora tinha também uma linha mais popular de cançonetistas como Lenita Gentil, Florência, os conjuntos António Mafra e Maria Albertina e ainda Quim Barreiros. Também inovaram com o lançamento de discos do Pop Five Music Incorporated, que cantavam em inglês temas originais e versões de outras bandas. Mais tarde, os maestros José Calvário e Miguel Graça Moura foram gravar a Londres, aos famosos estúdios da Pye Records, com o selo da Orfeu.

A editora portuense possuía o exclusivo de etiquetas internacionais importantes como a Durium Records (italiana), Disques Vogue (francesa), Pye Records (britânica), Tamla-Motown (americana) e Island Records (inglesa). Em 1969, Arnaldo Trindade foi inovador na realização da primeira convenção da Indústria Discográfica em Portugal, atraindo a atenção da revista "Billboard", ao trazer a Ofir representantes de todo o mundo e bandas como os Foundations, Status Quo ou os Long John Baldry, onde tocava o pianista Reginald Dwight (hoje conhecido como Elton John). As convenções discográficas passaram também por Lisboa, Cascais e Porto. A Discos Orfeu foi também inovara na atribuição dos primeiros discos de ouro da indústria fonográfica portuguesa, como confessou o empresário e criador da editora: "Éramos construtores de uma ideia nova". As duas canções-senha que deram início à Revolução de 25 de Abril de 1974 – "E Depois do Adeus", de Paulo de Carvalho e "Grândola Vila Morena" de José Afonso – fazem parte do vastíssimo legado da editora de Arnaldo Trindade. Na década de 1970, passaram pela editora José Cid, que lançou o épico álbum 10.000 anos depois entre Vénus e Marte, Tonicha, entre outros.
| “ | Não podia ser de outra maneira. A Orfeu tinha no final dos anos 60 e durante os anos 70, até meados da década de 1980, os melhores artistas e criadores de música portuguesa. Apercebi-me que se tratava de um movimento, de uma geração que iria marcar para sempre a música feita em Portugal e cantada em português, sob temática portuguesa. Música de Tema lhe chamei e com razão o fiz (...) Pouco importava que a PIDE e a censura, o SNI não gostassem e exercessem pressões. Tinha de ser feito e seria feito. Uma vez encetada a iniciativa, a responsabilidade da produção e da edição era minha. Além dos melhores artistas, possuía um núcleo de colaboradores activos e de uma extrema lealdade e firmeza de propósitos. Se o quisermos, a Orfeu era também uma barricada, um aríete contra a muralha do obscurantismo". | ” |

Em 1983, a Movieplay Portuguesa, juntamente com Arnaldo Trindade, compraram a Rádio Triunfo, em partes iguais onde a Editora Orfeu foi integrada. Até 1985, foram editados discos com as etiquetas Orfeu–Rádio Triunfo. Depois a Movieplay e a Rádio Triunfo foram expulsas da GPPFV (atual Associação Fonográfica Portuguesa), por práticas ilegais de pirataria. Deste episódio resultou a saída de Arnaldo Trindade da Rádio Triunfo. O espólio da Orfeu foi sendo editado pela Movieplay, nomeadamente na colecção O Melhor dos Melhores ou Clássicos da Renascença  Em 2010, etiqueta Orfeu foi reactivada, com o nome Art’Orfeu Media, com a reedição de discos de Mário Viegas e Mena Matos, a reedição dos seus discos mais emblemáticos de José Afonso, e um disco de J.P. Simões.

## Lista de artistas
Lista-se abaixo os principais artistas que gravaram na Discos Orfeu.
| - Adriano Correia de Oliveira - José Afonso - Vitorino - Sérgio Godinho - Fausto Bordalo Dias - Paulo de Carvalho - Carlos Mendes - Fernando Tordo - Maria da Fé - José Cid - Duo Ouro Negro - Teresa Silva Carvalho - Quim Barreiros - Duarte Mendes - Tonicha - Conjunto António Mafra - Samuel | - Pop Five Music Incorporated - Arte & Oficio - Conjunto Maria Albertina - José Calvário - Pedro Osório - Florência - Quinteto Académico - Conjunto Pai e Filhos - Francisco Fanhais - Júlio Pereira - Luís Cília - Teresa Tarouca - José Jorge Letria - Heinz Worner - Walter Behrend - Los Paraguayos - Lenita Gentil | - António Portugal - Conjunto Sousa Pinto - Jorge Ferreira - Fernando Girão (Very Nice) - João Braga - Tony de Matos - José Freire |